# اونو لیندبک
اونو لیندبک (فنلاندی: Uno Lindbäck; ۱۱ ژانویهٔ ۱۸۹۱ – ۸ ژانویهٔ ۱۹۷۰) بازیکن فوتبال اهل فنلاند بود.
وی همچنین در تیم ملی فوتبال فنلاند بازی کرده‌است.